# Avinhó
Avinhó est un village du Portugal appartenant à freguesia de Matela, concelho de Vimioso, District de Bragance.